# Список персонажів «Убивця Акаме»
В цій статті наведено список персонажів манґи та аніме «Убивця Акаме».

## Персонажі
- Тацумі (яп. タツミ)

Центральний чоловічий персонаж. Молодий боєць, який поїхав разом з двома друзями дитинства в столицю, щоб зробити собі ім'я і заробити грошей для бідного села. Тацумі за характером добра людина, яка хоче, щоб усі жили щасливо, але у нього немає жодних проблем, щоб бути жорстоким, якщо його друзі чи ідеали знаходяться під загрозою.
Тацумі — молодий чоловік середнього зросту з каштановим волоссям середньої довжини і зеленими очима. Він одягнений у білий куртку з високим коміром куртки під светром, чорні штани й армійські черевики. На спині він носить ключ Інкурціо.
Дізнавшись про корупцію і зло в імперії, ставши свідками загибелі своїх друзів, Тацумі запрошений стати учасником Нічного рейду, групи вбивць, пов'язаної з Революційною армією, яка знаходиться в стані війни з Імперією. Він приймає запрошення і повільно починає приймати своє нове життя паралельно сумуючи з приводу загибелі колишніх друзів. Нинішній власник тейгу Інкурціо.
Тацумі виділяється своєю добротою, щедрістю, урівноваженістю і доброзичливістю. На початку історії він показаний занадто зарозумілим і наївним (зокрема, вважав, що йому негайно треба надати звання капітана у збройних силах). Він негативно ставиться до вбивства, як методу вирішення проблем, якщо воно не викликано помстою за близьких людей. Захоплюється Булатом, хоча не згоден з його романтизмом стосовно своєї особи. Він товариська людина і має величезний бійцівський потенціал. На початку його доброта поширюється на ворогів, пізніше він навчився виявляти ніжність для своїх друзів і жорстокість для ворогів. Коли Тацумі оволодіває великий гнів, це робить його грізним супротивником. Він був шанованою людиною в своєму селі, тренувався під керівництвом відставного солдата, навчався мистецтву фехтування, рукопашному бою та ковальській справі.
- Акаме[b] (яп. アカメ)

Центральний жіночий персонаж. Молода дівчина з довгим чорним волоссям, яке сягає колін, і червоними очима. Вона носить міні-сукню з білим комірцем і червоною краваткою; червоний пояс з червоним боком на спідниці, довгі чорні шкарпетки і черевики, червоні/чорні рукавички, іноді довге темне пальто в бою. Нерозлучна зі своїм тейгу Мурасаме. Її розміри — 81-56-83. Один із членів Нічного Рейда, хто першим атакував Тацумі і майже вбила його. Акаме відповідає за приготування їжі на базі повстанців та є одним з 5 найбільш розшукуваних членів Нічного рейду.
Акаме здається дуже серйозною та холоднокровною особою через її важке дитинство, пекельне навчання, до якого її та її сестру змусила імперія, але пізніше з'ясовується, що вона просто соціально неадаптована. Насправді вона сильно піклується про своїх товаришів, завжди стурбована тією обставиною, що хтось з них може не повернутися живим. Коли Тацумі переміг Огра, вона навіть зняла з нього одяг, щоб перевірити його тіло на наявність ран.
Дівчина прагне приховати свої емоції, коли з'ясовується, що її товариш помер, Тацумі помилково інтерпретує, наче Акаме звикла до цього. Ця подія викликає у неї сльози, бо смерть близьких — найжахливіша річ. До ворогів Акаме не показує абсолютно ніякого милосердя, вигукуючи слова, такі як «усунути» і «ліквідувати». Акаме дуже любить попоїсти (зазвичай м'ясо звірів і риби), подібно до того, як її сестра Куроме. Їжа і процес приготування — її пристрасть.
Коли Акаме була дитиною, її батьки продали її з сестрою імперії, вони змушені брати участь у жорстокому іспиті на виживання. Зі 100 дітей, що брали участь в іспиті, Акаме і Куроме стали одними з небагатьох, кому вдалося вижити, але розлучилися, коли Годзукі відмовився їх приєднати до однієї групи. Як сильніша з двох сестер, Акаме прийнята в елітні сили, де стала майстром у мистецтві шпигунства і боротьби. У якийсь момент після багатьох смертей товаришів вона стала незадоволеною політикою імперії, Надженда вмовила дівчину перейти на бік повстанців.
- Майн (яп. マイン)

Один із центральних жіночих персонажів. Самопроголошений «снайпер-геній», гостра на язик і кмітливий учасник Нічного рейду. Молода дівчина нижче середнього зросту. Має довге рожеве волосся, зв'язане в двомісні хвости на правій і лівій сторонах голови, рожеві очі, одягається зазвичай у рожеве вбрання. її параметри — 77-53-78.
Часто швидко гнівається і легко дратується з тими, з ким вона не дуже знайома. Має тенденцію дражнити Тацумі через те, що він новий учасник рейду. Незважаючи на її холодну зовнішність, вона показана доброю до тих, для кого відкрита. Майн виступає проти расової дискримінації, у зв'язку з тим, що вона наполовину чужоземка. Народилася і виросла на західних кордонах імперії, провела більшу частину дитинства в жорстких насмішках і стражданнях. Приєдналася до революційної армії, дізнавшись, що остання сформувала альянс з країнами Заходу.
З часом у неї розвиваються романтичні почуття до Тацумі, який відповідає на них згодою, у манзі вони офіційно вступають в інтимні стосунки. Дівчина відверто ревнує Тацумі до Леоне, демонструє стурбованість благополуччям Тацумі, особливо, коли він не повернувся до укриття (через те, що був поміщений у в'язницю). Є другим персонажем, який поцілував Тацумі після проголошення своїх почуттів, та перший поцілунок для неї.
Майн — останній член Нічного рейду, що з'явилася в розшуку на плакатах в столиці Імперії.
- Леоне (яп. レオーネ)

Один із основних жіночих персонажів і старших членів Нічного рейду. Виділяється при зборі інформації та здійсненні спокійного суду у разі потреби. Місія Леоне — спростувати чи обґрунтувати мішені, які призначені для вбивства. Вона — молода жінка з коротким світлим волоссям, з двома довгими чубчиками, які обрамляють боки її голови, і золотими очима. Носить показовий чорний верхній наряд, штани, чоботи і шарф навколо шиї. Коли вона перетворюється на звіра, її волосся стає довшими, отримує левові вуха, хвіст і кігті. Її тейгу вплинув на деякі її риси особистості, навіть якщо він не активований. Наприклад, вона буквально відзначає Тацумі, показуючи його територіальність. Її параметри — 90-57-86.
Розслаблена, оптимістична і весела особистість, у неї відсутні манери леді, вона часто штовхає Тацумі в обійми своїх грудей, кладе ноги на стіл або споживає велику кількість саке. Для Тацумі і молодших членів рейду вона служить старшою сестрою. Незважаючи на морально хитромудрий характер, Леоне не може миритися з несправедливістю та безжалісна до порочних людей і тих, хто здійснює наймерзенніші акти. Любить боротися з ворогами багато і довго, що за словами Надженди, першій потрібно змінити цю звичку. Єдиний член Нічного рейду, не відомий імперії.
- Шеллі[c](яп. シェーレ)

Один із жіночих персонажів, член Нічного рейду. Струнка жінка з довгим фіолетовим волоссям і фіолетовими очима. Носить чеонгсам з рукавами і білі черевики, окуляри, в неї шрам на правій щоці. ЇЇ параметри — 86-55-88.
Здається незграбною, але насправді дуже турботлива і мила людина, найдобріша в групі, добра і дбайлива до своїх друзів, готова пожертвувати своїм життям заради них. Коли вона вбиває, її ставлення до ворогів різко змінюється, стає холодною та безпристрасною.
До Тацумі Шеллі ставиться добре, хоча спочатку не схвалювала його вербування з причин, які не змогла згадати. Допомагала вчити Тацумі, подолати страх втрати його друзів, розповіла йому про причини, чому вона опинилася у Нічному рейді. Має звичку вибачатися перед тими, кого вбиває.
Виросла в низьких районах столиці, незграбний характер Шеллі викликав у багатьох людей протягом всього її життя зневагу, часто її вважали марною, що ізолювало дівчину від майже всіх. В один момент в її минулому, у неї є друг, який не заперечував свою індивідуальність, але був атакований її екс-бойфренда. Sheele вбив екс-бойфренда, щоб захистити її, показуючи, що вона була дивна талант за вбивство. Тим не менш, зрештою, це зламав свою дружбу. Незабаром після цього, банда, пов'язані з людиною, вона вбила раніше прагнув помститися їй і вже вбили її батьків. Sheele холоднокровно вбив групу, а потім був розвідку революційною армією, який дізнався про її здібності.
В аніме загинула від рук Сер'ю та її тейго Коро, зберігши життя Майн. Була однією з перших, хто прогрівся дружбою до Тацумі, втішаючи його, коли той оплакував померлим друзів з рідного села, тому в останні моменти життя Шеллі думала саме про нього.
- Лаббок (яп. ラバック)

Один із основних чоловічих персонажів, член Нічного рейду. Молодий чоловік з коротким зеленим волоссям і червоними окулярами на верхній частині голови. Носив довгу зелену куртку, червону сорочку і сині джинси, коричневі туфлі.
Спокійна людина, який час від часу поводить себе, як збоченець, в тому числі намагаючись подивитися на Леоне під час купання. Його грайливий і оптимістичний характер показаний навіть під час боїв, він часто дражнить своїх ворогів і хвалиться своїми здібностями. Однак він не занадто зарозумілий і завжди готовий відступити, якщо у нього невигідне становище в бою.
Неймовірно лояльний до Нічного рейду, відмовився здати його місцезнаходження після того, як його катував Сюра. Лаббок насправді таємно закоханий у Надженду, стверджує, що його любов до неї допомогла йому витримати будь-який біль.
У столиці імперії до рейду був власником книжкового магазину. Загинув під час битви з Сюрою.
- Булат (яп. ブラート)

Один із чоловічих персонажів, член Нічного рейду. Молодий чоловік з чорним волоссям, яке він зазвичай зачісує вгору у формі серця помпадур, блакитними очима і м'язистим тілом. Коли не носить Інкурціо, часто одягає чорну сорочку, білі штани з чорними чобітьми, інколи чорну шкіряну куртку поверх звичайного одягу.
Спокійна, добра особа; хоча він називає себе палким і з гарячою кров'ю, він ніколи не втрачав холоднокровність у бою. Був одним з найжалісливіших членів Нічного рейду, навчив Тацумі прийняти ці емоції, але не давати їм волю. Леоне повідомила Тацумі, що Булат є геєм, на що той відповів: «Ти ж не хочеш, щоб він зрозумів неправильно?», але не став заперечувати слова Леоне, сильно червоніючи. Булат фліртував з Тацумі з нагоди, що змушувало останнього сильно нервувати.
Загинув під час битви з Трьома Звірами. Смерть Булата сильно вплинула на Тацумі, зміцнівши його душевні і фізичні сили.
- Челсі (яп. チェルシー)

Один із жіночих персонажів, член Нічного рейду. Молода дівчина з блідою шкірою, рудим волосся і червоними очима. Одягнена у навушниковий аксесуар на голові, білу довгу сорочку з рукавами і коміром, перев'язаним червоною стрічкою під чорним жилетом, червоною міні-спідницею, чорні шкіряні чоботи. Показана, як та, хто завжди смокче льодяник. Її параметр — 83-54-84.
Досвідчена вбивця, яка працювала на революційну армію, успішно виконавши незліченну кількість місій. Була єдиною (і однією з наймолодших після Тацумі), хто залишився в живих у розділі Нічного рейду, розміщеного за межами столиці, приєдналася до загону на чолі з Наджендою. Вона також є однією з найкоротших по життю персонажів, оскільки померла досить скоро після виконання службових обов'язків.
Пустотлива особистість, але, можливо, це гра на публіку. Холодна раціональна людина, коли справа стосується вбивств, вона точно аналізує ситуацію. При цьому в неї хороші наміри, дівчина намагається допомогти членам Нічного рейду стати реалістичнішими, насправді глибоко піклується про них і не хочете втратити, як вона втратила свою стару команду. Майстер обману і з завдавання ударів по життєво важливих точках. У вільний час вона насолоджувалася отриманням реакції з її товаришів по команді і особливо любила дражнити Майн, глузуючи з розміру її грудей.
Тримається трохи осторонь і безтурботно, коли не на роботі, об'єктивна і відверта при висловлюванні своєї думки. Попри її характер, і в манзі, і в аніме її цікавить Тацумі, дівчина милується його рішучістю. Її тейгу дозволяє їй змінити свою зовнішність за бажанням для вбивства використовує акупунктурні голки. Після засідки і вбивства Болса вона намагається вбити Куроме, але спроба не вдається. Челсі жорстоко убита двома ляльками Куроме. Її голова була поміщена на головній площі міста для залякування Нічного рейду. Смерть Челсі — один із найдраматичніших і трагічних моментів Akame ga Kill!.